# 2637 Бобровнікофф
2637 Бобровнікофф (2637 Bobrovnikoff) — астероїд головного поясу, відкритий 22 вересня 1919 року. Названо на честь Бобровникова Миколи Федоровича.
Тіссеранів параметр щодо Юпітера — 3,583.